# ミゲル・フレータ

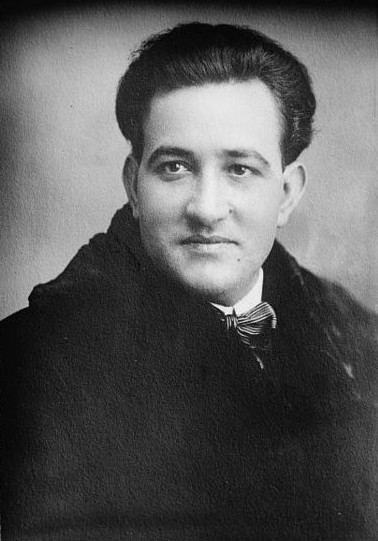
ミゲル・フレータ

ミゲル・フレータ（Miguel Burró Fleta, 1897年12月28日 - 1938年5月30日、誕生日には異説あり）はスペインのテノール歌手。活躍期間は短かったが、そのドラマティックな声質と劇的な表現で知られた。1926年、ジャコモ・プッチーニの遺作『トゥーランドット』世界初演時にカラフ王子役を歌ったことでも有名。

## 生涯

### デビュー
スペイン北東部、アラゴン地方のウエスカ県に生まれる。農業に従事するかたわら11歳から声楽を始め、1917年、20歳のときサラゴサで初舞台を踏む。更にバルセロナのリセウ劇場に併設されたリセウ音楽院で声楽のみならずイタリア語、フランス語なども2年間学び、やがて活躍の場を求めイタリアに移った。リッカルド・ザンドナーイに認められ、1919年、トリエステで上演された彼のオペラ『フランチェスカ・ダ・リミニ』パオロ役で本格的なデビューを飾った。
フレータは続く3年間をイタリア各地、およびウィーン、ブダペスト、プラハ、ワルシャワといった東欧圏の劇場で歌い、ジョルダーノ『アンドレア・シェニエ』題名役、プッチーニ『トスカ』カヴァラドッシ役、レオンカヴァッロ『道化師』カニオ役、ヴェルディ『アイーダ』ラダメス役、ビゼー『カルメン』ドン・ホセ役といったスピント系、ドラマティコ系の演目を披露した。1922年2月にはザンドナーイの新作『ジュリエッタとロメオ』世界初演（於ローマ・コスタンツィ劇場）でも主役を創唱した。

### 栄光の日々
1923年から25年にかけては当時世界最高のギャラを払っていたニューヨーク・メトロポリタン歌劇場にも招かれ、ジーリ、ラウリ＝ヴォルピ、マルティネッリといった錚々たるイタリア人テノール陣に伍して、『トスカ』、『アンドレア・シェニエ』などを歌い絶賛された。
1925年からは故国スペインと隣国ポルトガルを活動の中心とする。世界各地で絶賛された30歳前のこの若きテノールは本国では右に出るもののない大スター扱いであり、彼は巨万の富を入手した。1926年11月5日、バルセロナ・リセウ劇場での『カルメン』公演では、当時世界的にも例の少ないラジオによるライブ中継がスペイン全土に行われ、アリア「花の歌」の際には他の歌劇場にもフレータの声が流されたという。
ただ、この頃のフレータは求めに応じてスペイン各都市劇場を転々と歌い回り、舞台が連夜に及ぶこともしばしばだったという。この声帯の酷使が後になり響くこととなる。
1926年4月26日、フレータはアルトゥーロ・トスカニーニによって『トゥーランドット』世界初演のカラフ役に抜擢される。これはジーリ、ラウリ＝ヴォルピ、マルティネッリ、そしてトスカニーニのお気に入りだったペルティーレなどイタリア人テノール間の役柄争奪戦の収拾が付かなくなったための苦肉の策という見方もあったが、ともあれこの世界オペラ界に注目されたイヴェントで歌えたことはフレータにとっての栄光の瞬間であった。

### 転落
しかし上述の出演過多が祟ってか、この1926年頃からフレータは聴衆が自分により好意的なスペイン国内、中南米での出演がばかりが増え、またオペラより声帯への負荷の小さいサルスエラ、あるいはリサイタルへの出演が増加する。1929年にはこれも当時では珍しかった世界一周ツアーも敢行され、日本、中国、メキシコ、グアテマラ、キューバ、プエルトリコ、カナダの各国で歌っている。うち日本では1929年11月23日と26日の両日、東京・帝国劇場でリサイタルを開催したと記録にある。しかしこのツアーも金銭的には実入りが大きかったが、彼に必要な声帯の休養を与えてくれるものではなかった。

### 政局の混迷・早すぎた死
1930年代に入ると故国スペインの政治状況は混迷の度を深める。王党派、共和派そしてフランコ将軍率いるファランヘ党のいずれもが、スペインの芸術的英雄であり大スター、フレータの名前を利用しようと画策した。フレータ自身は政治的にはよく言えば中立、悪く言えば無定見であり、政治の趨勢に従って初め王党派支持を表明、1931年の革命で共和制となると同政権支持に鞍替えした。人民戦線政府は彼をマドリード音楽院の声楽教授に任命、一説には文化大臣的地位も与えようとしたともいう。しかしスペイン内戦が勃発、音楽教育への予算が大幅カットされるに及びフレータは人民戦線側を批判、ファランヘ党へ再度鞍替え、同派の戦費調達目的コンサートへ出演するなどした。
ただし、この頃既にフレータの健康状態は悪化しており、常に疲労を訴えていた。正確な病名は不明だが、腎臓病の一種ではないか、と考えられている。1938年5月、彼はラ・コルーニャの邸宅で40歳の若さで死去した。その死についてもファランヘ党側は人民戦線勢力による政治的暗殺であるとの説を唱えるなど、彼の晩年は政治に翻弄される日々だったといえる。